# Abbászidák
Az Abbászidák (Abbász-törzs) a mekkai Kurajs-törzs egyik klánját alkották, amely közeli rokonságban állt Mohamed prófétával – alapítója, a névadó al-Abbász éppúgy Abd al-Muttalib fia volt, mint Mohamed apja, Abdalláh. Politikailag sokáig nem képviseltek súlyt, majd a 8. században szervezkedni kezdtek az Omajjádok ellen, és végül ők álltak annak a mozgalomnak az élére, mely 750-ben végleg megdöntötte az első kalifadinasztia hatalmát. A hatalmi centrumot Szíriából Irakba áthelyező új dinasztia kezdettől fogva számos vallási és szociális jellegű belső zavargással kellett, hogy szembenézzen, ami azt eredményezte, hogy hatalma a 9. század közepén hanyatlásnak indult. Addig azonban asz-Szaffáh (749/750–754) utódai félelmetes erővel rendelkeztek. A legismertebb Abbászida, az Ezeregyéjszaka meséiben is helyet kapó Hárún ar-Rasíd (786–809) még adófizetésre kényszerítette a Bizánci Birodalmat és még Nagy Károly frank császárral is szívélyes diplomáciai kapcsolatban állt.
A válság nyitánya ar-Rasíd fiainak polgárháborúja volt, melyet különféle hadúri emírdinasztiák felemelkedése követett. Ezek ellensúlyozására a kalifátus rabszolgaseregek (ld. gilmán) felállításával kísérletezett, ami katasztrofális hatással volt az események kimenetelére: a zömmel törökökből álló haderő elsődleges politikacsinálóvá lépett elő a század második felében. Ekkor még kemény harcok árán úgy-ahogy sikerült megállítani a hadurak önállósodását, de 905 után ismét rohamos hanyatlás indult meg: 936-ban a kalifa maga kérte egy környékbeli sejk, Ibn ar-Ráik védelmét, 945-ben pedig végleg az egyik katonadinasztia, az iráni Buvajhidák felügyelete alá került a kalifátus. Szerepe pusztán az egyes részfejedelmek hatalmának legalizálása volt, hiszen a hatalom alapja elméletileg a kalifa által kiadott kinevezés volt.
Az 1258-as mongol hódításig a bagdadi kalifák csupán névlegesen uralkodtak. Ezt követően az egyiptomi mamelukok vették őket magukhoz, és egészen 1517-ig itt gyakorolták névleges hatalmukat minden politikai súly nélkül. Amikor III. al-Mutavakkiltól a hódító I. Szelim, az Oszmán Birodalom szultánja 1517-ben megszerezte maga és utódai számára a tisztséget, ennek már semmiféle politikai jelentősége nem volt.

## Eredetük
Bár al-Abbász Mohamed nagybátyja volt, az abbászidák szorosan véve nem tartoztak a szűk családhoz, az ún. ahl al-bajthoz (ezt elsősorban az alidák, Ali kalifa és Fátima bint Muhammad utódai hangsúlyozták), és nem is játszottak komolyabb szerepet az arab és iszlám világ történetében egészen a 9. századig. Maga al-Abbász a szahába, a prófétai társak közé tartozott. Két fiát, Fadlot és Abdalláhot szintén a társak közé számítják, ő maga kiváló vallástudós és hagyományozó volt; az első fitna során unokatestvére, Ali pártját fogta.
Abdalláh utódai áttelepültek Palesztina területére, és a tudósítások szerint II. Jazíd (720–724) kalifátusa alatt kezdték meg agitációjukat az Omajjádok ellen. Ostorozták az uralkodó körök vallástalanságát és korrupcióját, illetve az iszlám egységét hirdetve elítélték azok maválíval – iszlámra áttért, mégis másodrangú alattvalóként (mavla = kliens) kezelt alattvalókkal – szembeni bánásmódját. Hisám kalifa idejére elsősorban Horászánban folytatott, Kúfa hagyományosan Omajjád-ellenes városából irányított agitációjuk mind látványosabbá vált, ezért a központi hatalom több hívükkel és családjukkal szemben is megtorlást alkalmazott.

## Történetük

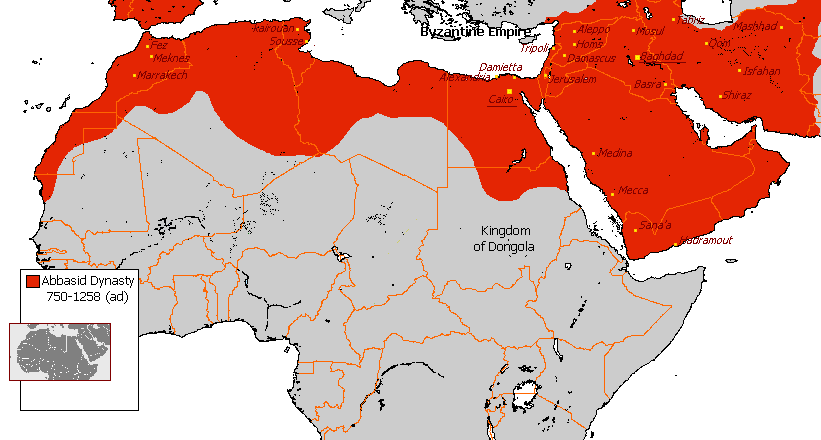
Az abbászidák birodalma

### Azabbászida forradalom
Szervezkedésüket megkönnyítette, hogy Muhammad ibn al-Hanafijja fia, Abú Hásim halála után Abdalláh ibn al-Abbász unokáját, Muhammad ibn Alit ismerték el utódjának a hajdani Muhtár-féle – egyébként síita – mozgalom hívei. Ez a központi mag Hurászánt választotta szervezkedésének helyszínéül, mely az alidák törekvéseitől mindeddig mentes maradt – azaz a népességnek nem volt kifogása az abbászidákkal, mint „családhoz nem tartozókkal” szemben –, jelentős számú maválí élt itt, és a népes arab katonaságot törzsi ellentétek (ld. kalbiták és kajsziták) osztották meg. Ráadásul ez a távoli, belső és külső harcokkal terhelt vidék viszonylag rejtve volt a központi hatalomtól is. Az abbászidák követelései, valamint a tény, hogy elutasították a próféta családjának természetfelettiségét, azaz elhatárolódtak a túlzó síitáktól, a térség számos muszlimja számára nagyon rokonszenves volt. Emellett igyekeztek a síitákat is megnyerni ügyüknek, akik bizonyos Muhammad ibn Abdalláhot, a „tiszta lelket” (an-Nafsz az-Zakiyya), Ali al-Haszan nevű fiának dédunokáját tervezték trónra juttatni.
A mozgalom vezetésében kulcsszerepet játszott a kúfai vezető, Abú Szaláma, de még inkább a karizmatikus, később is rengeteg saját hívet maga mögött tudó mervi perzsa, Abú Muszlim. Abú Muszlim vezetésével 747-ben bontottak fekete zászlót az abbászidák – vezetőjük ekkor Ibráhím, Muhammad ibn Ali fia – hívei. II. Marván, aki a családja, illetve síita és háridzsita lázadók ellenében egyaránt kénytelen volt helytállni, Naszr ibn Szajjár hurászáni helytartó 748-as halálát követően kénytelen volt azzal szembesülni, hogy Irán elveszett számára, és az abbászidák betörtek Irakba. Hiába fogták el és ölték meg Ibráhímot a börtönben, fivérét, Abú l-Abbászt kalifává kiáltották ki Kúfában. 750 januárjában a Nagy-Záb menti csatában Marván kimerült és demoralizált hadseregét szétverték az abbászidák. Marván Egyiptomba menekült, ahol a nyáron megtalálták és meggyilkolták. Abú l-Abbász nem bízta a véletlenre helyzete biztosítását, ezért egy békülési lakoma során legyilkoltatta az összes Omajjádot, és a kegyes II. Omár valamint a nagy hódító I. Muávija kivételével elődjeik maradványait is kihantolták. Csak egy tudott megmenekülni, Hisám unokája, Abd ar-Rahmán, aki 756-ban önálló emírséget szakított el a maga számára az Ibériai-félszigeten.

### A berendezkedés
Abú l-Abbász az Omajjádok legyilkolásáért érdemelte ki az asz-Szaffáh („a mészáros”) melléknevet. Később minden utódja uralkodói melléknevén kormányzott. 754-es halála után fivére, a két trónkövetelővel szemben is diadalt arató al-Manszúr (754–775) volt az, aki ténylegesen megszilárdította pozícióját: a síita Kúfából 762-ben az újonnan épített fővárosába, Bagdadba költözött. Ezáltal a nyugati térség (Észak-Afrika, Egyiptom és Szíria) veszített súlyából a birodalmon belül. Itt kapott helyet a kalifa udvara, tekintélyes adminisztrációja és a központi hadsereg, az ún. hurászáni gárda.
Az Omajjádok bukásával számos elégedetlenkedő csoport maradt talpon, sőt újak születtek. Az arab törzsi viszálykodás nem szűnt meg, bár súlyát vesztette, ugyanis a maválí egyenjogúsításával az arab alattvalók befolyása jelentősen csökkent. A háridzsiták fundamentalista elképzeléseit természetesen az abbászidák sem kívánták megvalósítani, és a síiták is kénytelenek voltak tudomásul venni, hogy kihasználták őket és hazudtak nekik. 755-ben a veszedelmesen nagy hatalomra szert tett Abú Muszlim meggyilkolásával majdnem fél évszázadig tartó lázongás vette kezdetét a keleti tartományokban, melynek ideológiai hátterét különféle szinkretisztikus nézetek képezték. Az Omajjádok hívei is gyakorta lázongtak Szíriában és Egyiptomban.

## A fénykor
Al-Manszúrt a fia, al-Mahdí (775–785) követte a trónon. Az ő idejére annyira megerősödött a központi hatalom, hogy a különféle lázongások ellenére megkezdődtek a Bizánci Birodalom elleni hadjáratok, melyekben már trónörökösként kitűnt a kalifa kisebbik fia, Hárún ar-Rasíd, aki 782-es hadjáratával a Boszporuszig hatolt, és adófizető vazallussá tette a képrombolási harcokkal foglalkozó császárságot. Az Ezeregyéjszaka elbeszéléseiben szereplő Harun ar-Rasíd (ur. 786-809) uralkodása idején a birodalom ügyeit a mindennapokban a vezírek igazgatták, akik a Barmakidák családjából kerültek ki, s nagy befolyásra tettek szert és a kalifákat igyekeztek a háttérbe szorítani. Harun ar-Rasid fellépett ellenük és leverte az ellene szított felkeléseket Iránban, Egyiptomban és Horászánban. Az uralkodó haladás melletti elkötelezettségét jelzi, hogy 793-ban Bagdadban papírgyártó üzem létesülhetett.

## Az abbászida hatalom gyengülése
Harun ar-Rasíd halála után fiai, Amín és Mámún marakodtak a trónért, melyet végül az utóbbi Bagdad feldúlása után 813-ban a horászáni, iráni katonaság segítségével ragadott el a fivérétől. A bagdadi arab lakosság és az iráni katonák közötti állandó összetűzések miatt aztán a kalifátus központját Bagdadból Szamarrába kellett költöztetni, ahol 847 és 869 között működött. A hatalomért dúló belviszályokat súlyosbította a 9. században több síita felkelés is. A központi hatalom gyengülése nyilvánult meg abban, hogy a kalifa a tartományok élére általában iráni származású katonai parancsnokokat, emíreket nevezett ki, akik hűségesküt tettek a kalifának és adót fizettek neki. Ezen kívül azonban gyakorlatilag független uralkodóként viselkedtek. Így aztán a tartományokban helyi dinasztiák jöttek létre. (Túlúnidák,Ihsídidák, Aglabidák, Táhiridák,Szaffáridák,Számánidák) . A 10. században az abbászida kalifák lényegében csak Irakban tartották kezükben a politikai hatalmat. Az állam vezetése az Emír al-Umara (főemír) kezébe került 936-tól. E század éveiben az iszlám világ nagy részében a síiták jutottak hatalomra. A Fátimidák Kairóban új kalifátus alapítottak, és ők tartották uralmuk alatt Észak-Afrikát, majd Egyiptomot és Szíriát is. Irakban és Perzsiában a szintén síita Buvajhidák kaparintották meg a vezetést és 945-ben csapataikkal bevonultak Bagdadba, s az abbászida kalifák lényegében a bábok szerepére kényszerültek.

## A dinasztia hanyatlása
Az abbászidák központi területére már a 8. századtól folyamatos volt a török népek beszivárgása. A 9. században már valamennyi iszlám udvarban a paloták testőrségét a törökök alkották. 1055-ben a szeldzsuk törökök felmentették a kalifátus központi területeit a szektás vallási nyomás alól, ám a tényleges politikai hatalom mégsem került vissza a kalifák kezébe. Csupán a 12. században, amikor a szeldzsukok egymás elleni harcai domináltak és ez által katonai erejük meggyengült, sikerült al-Muktafi és an-Nászir kalifáknak Irán és Ny-Perzsia felett a vezetést a kezükbe venni. 
1258-ban a mongol hadak, Hülegü vezetésével egész Irakot elfoglalták, felégették Bagdadot és az utolsó bagdadi kalifát, al-Musztaszimot pedig megölték. Az Abbászida Birodalom a mongol pusztítás hatására megszűnt.
Az Egyiptomban és Szíriában uralkodó mamlúk szultán, Bajbarsz ugyan al-Musztanszir néven kalifának kiáltott ki egy Abbászidát, s ennek leszármazottai még egészen az oszmán-török hódításig viselték a kalifa címét, de tényleges hatalmat már nem gyakorolhattak, mindössze a katonaság által hatalomra juttatott szultánok beiktatása volt a feladatuk.

## Gazdasági és kulturális fejlődés az abbászidák uralkodása alatt
A korszakot az iszlám fénykorának, egyesek az iszlám reneszánsznak nevezik. A 9-10. századi politikai zűrzavar ellenére széles körű volt a gazdaság és a kereskedelem fejlődése. A művek gazdagsága jellemezte az irodalom, a teológia, a filozófia és a természettudományok területét. Iszlám kultúrközpontok jöttek létre Bagdadban, Damaszkuszban, Kairóban, Mekkában és Szamarkandban, ahol az arab tudósok és művészek egybeolvasztották a keleti és a hellenisztikus tudományos és kulturális értékeket, s megteremtették az iszlám tudomány és kultúra alapjait, melyek mindenekelőtt Spanyolországon keresztül befolyást gyakoroltak a kereszténységre is. Ezekhez a kulturális hagyományokhoz a beáramló törökök is asszimilálódtak és iszlamizálódtak.

## Abbászida kalifák listája (750–1258)
| Kép vagy Pénzérme | Uralkodó                                                                | Uralkodott Székhely        | Arab név                                     | Megjegyzés                                                             |
| ----------------- | ----------------------------------------------------------------------- | -------------------------- | -------------------------------------------- | ---------------------------------------------------------------------- |
|                   | ABDALLÁH asz-Szaffáh * 721/722 † 754. június 9.                         | 750 – 754 Kúfa             | أبو العباس عبد الله السفاح                   | Székhelye Kúfa volt.                                                   |
|                   | ABDALLÁH al-Manszúr * 712 † 775. október 7.                             | 754 – 775 Kúfa, Bagdad     | أبو جعفر عبد الله المنصور                    | Asz-Szaffáh fivére. Nevéhez fűződik Bagdad felépítése 762-ben.         |
|                   | MUHAMMAD al-Mahdi * 744/745 † 785. augusztus 4.                         | 775 – 785 Bagdad           | أبو عبد الله محمد المهدي                     | Al-Manszúr fia.                                                        |
|                   | MÚSZA al-Hádi * 764. április 26. † 786. szeptember 14.                  | 785 – 786 Bagdad           | أبو محمد موسى الهادي                         | Al-Mahdi fia.                                                          |
|                   | HÁRÚN ar-Rasíd * 763. március 17. vagy 766 februárja † 809. március 24. | 786 – 809 Bagdad           | أبو جعفر هارون الرشيد                        | Al-Hádi fivére.                                                        |
|                   | MUHAMMAD al-Amín * 787 áprilisa † 813. szeptember 24./25.               | 809 – 813 Bagdad           | أبو عبد الله محمد بن هارون الرشيد الامين     | Ar-Rasíd fia.                                                          |
|                   | ABDALLÁH al-Mamún * 786. szeptember 13. † 833. augusztus 9.             | 813 – 833 Bagdad           | أبو العباس عبد الله                          | Al-Amín fivére.                                                        |
|                   | MUHAMMAD I. al-Mutaszim * 796 októbere † 842. január 5.                 | 833 – 842 Bagdad, Szamarra | أبو إسحاق محمد المعتصم بالله                 | Al-Mamún fivére. 836-ban áttette székhelyét új fővárosába, Szamarrába. |
|                   | HÁRÚN I. al-Vászik * 812. április 18. † 847. augusztus 10.              | 842 – 847 Szamarra         | أبو جعفر هارون الواثق بالله                  | I. al-Mutaszim fia.                                                    |
|                   | DZSAFAR I. al-Mutavakkil * 822 márciusa † 861. december 11.             | 847 – 861 Szamarra         | أبو الفضل جعفر المتوكل على الله              | I. al-Vászik fivére.                                                   |
|                   | MUHAMMAD al-Muntaszir * 837 novembere † 862. június 25.                 | 861 – 862 Szamarra         | أبو جعفر محمد المنتصر بالله                  | I. al-Mutavakkil fia.                                                  |
|                   | AHMAD I. al-Musztaín * 831 † 866. október 17.                           | 862 – 866 Szamarra         | أبو العباس أحمد المستعين بالله               | I. al-Mutaszim unokája. Lemondott a trónról.                           |
|                   | MUHAMMAD al-Mutazz * 847 † 869 júliusa/augusztusa                       | 866 – 869 Szamarra         | أبو عبد الله محمد المعتز بالله               | I. al-Mutavakkil fia. Meggyilkolták.                                   |
|                   | MUHAMMAD al-Muhtadi * 833 † 870. június 21.                             | 869 – 870 Szamarra         | أبو إسحاق محمد المهتدي بالله                 | I. al-Vászik fia. Meggyilkolták.                                       |
|                   | AHMAD al-Mutamid * 842/844 † 892. október 15.                           | 870 – 892 Szamarra         | أبو العباس أحمد المعتمد على الله             | Al-Mutazz fivére.                                                      |
|                   | AHMAD I. al-Mutadid * 857 † 902. április 5.                             | 892 – 902 Szamarra, Bagdad | أبو العباس أحمد المعتضد بالله'               | Al-Mutamid unokaöccse. Székhelyét visszahelyezte Bagdadba.             |
|                   | ALI al-Muktafi * 877/878 † 908. augusztus 13.                           | 902 – 908 Bagdad           | أبو محمد علي بن أحمد المكتفي بالله           | I. al-Mutadid fia.                                                     |
|                   | DZSAFAR al-Muktadir * 895. november 13. † 932. október 31.              | 908 – 929 Bagdad           | أبو الفضل جعفر المقتدر بالله                 | al-Muktafi fivére.                                                     |
|                   | MUHAMMAD al-Káhir * 899 † 950. október 18.                              | 929 Bagdad                 | أبو منصور محمد القاهر بالله                  | Al-Muktadir fivére.                                                    |
|                   | DZSAFAR al-Muktadir (2x)                                                | 929 – 932 Bagdad           | أبو الفضل جعفر المقتدر بالله                 | Második uralkodása.                                                    |
|                   | MUHAMMAD al-Káhir (2x)                                                  | 932 – 934 Bagdad           | أبو منصور محمد القاهر بالله                  | Második uralkodása.                                                    |
|                   | AHMAD ar-Rádi * 909 decembere † 940. december 19.                       | 934 – 940 Bagdad           | أبو العباس محمد الراضي بالله                 | Al-Muktadir fia.                                                       |
|                   | IBRÁHÍM al-Muttakki * 914 † 968 júliusa                                 | 940 – 944 Bagdad           | أبو إسحاق إبراهيم المتقي لله                 | Ar-Rádi fivére. Trónfosztották.                                        |
|                   | ABDALLÁH I. al-Musztakfi * 903 † 949 szeptembere                        | 944 – 946 Bagdad           | أبو القاسم عبد الله المستكفي بالله           | Al-Muktafi fia. Trónfosztották.                                        |
|                   | AL-FADL al-Mutí * 914 † 974 szeptembere/októbere                        | 946 – 974 Bagdad           | أبو القاسم الفضل المطيع لله                  | Al-Muttakki fivére. Lemondott a trónról halála évében.                 |
| –                 | ABD AL-KARÍM at-Tái * 932 † 1003. augusztus 3.                          | 974 – 991 Bagdad           | أبو بكر عبد الكريم الطائع بالله              | Al-Mutí fia. Trónfosztották.                                           |
| –                 | AHMAD al-Kádir * 947/948 † 1031. november 29.                           | 991 – 1031 Bagdad          | أبو العباس أحمد القادر بالله                 | Al-Muttaki fia.                                                        |
| –                 | ABDALLÁH I. al-Káim * 1001 szeptembere † 1075. április 2.               | 1031 – 1075 Bagdad         | أبو جعفر عبد الله القائم بأمر الله           | Al-Kádir fia.                                                          |
| –                 | ABDALLÁH al-Muktadi * 1056 † 1092. február 4.                           | 1075 – 1094 Bagdad         | أبو القاسم عبد الله المقتدي بأمر الله        | I. al-Káim unokája.                                                    |
| –                 | AHMAD al-Musztazhir * 1078 áprilisa/májusa † 1118. augusztus 6.         | 1094 – 1118 Bagdad         | أبو العباس أحمد المستظهر بالله               | Al-Muktadi fia.                                                        |
| –                 | AL-FADL al-Musztarsid * 1092 áprilisa † 1135. augusztus 29.             | 1118 – 1135 Bagdad         | أبو المنصور الفضل المسترشد بالله             | Al-Musztazhir fia.                                                     |
| –                 | AL-MANSZÚR ar-Rásid * 1109 † 1138. június 6.                            | 1135 – 1136 Bagdad         | أبو جعفر منصور الراشد بالله                  | Al-Musztarsid fia. Trónfosztották.                                     |
|                   | MUHAMMAD al-Muktafi * 1096. április 9. † 1160. március 12.              | 1136 – 1160 Bagdad         | أبو عبد الله محمد المقتفي لأمر الله          | Al-Musztarsid fivére.                                                  |
| –                 | JÚSZUF I. al-Musztandzsid * 1116. augusztus 13. † 1170. december 20.    | 1160 – 1170 Bagdad         | أبو المظفر يوسف المستنجد بالله               | Al-Muktafi fia.                                                        |
|                   | AL-HASZAN al-Musztadi * 1142. március 23. † 1180. március 27./30.       | 1170 – 1180 Bagdad         | أبو محمد الحسن المستضئ بأمر الله             | I. al-Musztandzsid fia..                                               |
|                   | AHMAD an-Nászir * 1158. augusztus 6. † 1225. október 5.                 | 1180 – 1225 Bagdad         | ابو العباس أحمد بن المستضيء الناصر لدين الله | Al-Musztadi fia.                                                       |
| –                 | MUHAMMAD az-Záhir * 1176 † 1226. július 10.                             | 1225 – 1226 Bagdad         | أبو النصر محمد الظاهر بأمر الله              | An-Nászir fia.                                                         |
| –                 | AL-MANSZÚR I. al-Musztanszir * 1192. február 17. † 1242. december 5.    | 1226 – 1242 Bagdad         | أبو جعفر منصور المسنتصر بالله                | Az-Záhir fia.                                                          |
|                   | ABDALLÁH al-Musztaszim * 1213 † 1258. február 20.                       | 1242 – 1258 Bagdad         | أبو أحمد عبد الله المستعصم بالله             | I. al-Musztanszir fia. Halála évében trónfosztották.                   |

## Kései, névleges kairói Abbászida kalifák listája (1261–1517)
A bagdadi Abbászida kalifátust a mongol Hülegü ilhán semmisítette meg 1258-ban. Nem sokkal később Az-Záhir Bajbarsz egyiptomi szultán saját hatalma legitimálása céljából egy Szíriába menekült Abbászida-sarjat kiáltatott ki kalifának és Egyiptomba hozatta. Az új kalifa cserébe a szultánt Egyiptom, Szíria, Dijár-Bekr, Hidzsász, Jemen és az Eufrátesz vidékének uralkodójává nevezte ki. A későbbi kalifák is Egyiptomban éltekː politikai hatalmuk nem volt, elsősorban a vallásos alapítványok felügyeletét látták el, nevük szerepelt a pénzérméken és a pénteki imaszövegben. Amikor I. Szelim oszmán szultán 1517-ben meghódította Egyiptomot, IV. al-Mutavakkil kalifát Konstantinápolyba vitette „vendégként”. Ő volt az utolsó Abbászida kalifa, tisztségét a későbbi oszmán szultánok használták.
| Uralkodó                                        | Uralkodott                                  | Megjegyzés                                             |
| ----------------------------------------------- | ------------------------------------------- | ------------------------------------------------------ |
| AHMAD II. al-Musztanszir                        | kalifa: 1261, †1262. november 27.           | I. al-Musztanszir fivére.                              |
| AHMAD I. al-Hákim (*1247)                       | kalifa: 1262, †1302. január 19.             | Al-Musztarsid ükunokája.                               |
| SZULAJMÁN II. al-Musztakfi (*1285. március 23.) | kalifa: 1302, †1340 februárja               | I. al-Hákim fia.                                       |
| IBRÁHÍM II. al-Vászik                           | kalifa: 1340–1341, †1341 után               | II. al-Musztakfi unokaöccse.                           |
| AHMAD II. al-Hákim                              | kalifa: 1341, †1352                         | II. al-Musztakfi fia.                                  |
| ABU BAKR II. al-Mutadid                         | kalifa: 1352, †1362                         | II. al-Hákim fivére.                                   |
| ABDALLÁH II. al-Mutavakkil                      | kalifa: 1362–1377, ld. alább                | II. al-Mutadid fia.                                    |
| ZAKARIJJA II. al-Mutaszim                       | kalifa: 1377-ben, ld. alább                 | II. al-Vászik fia.                                     |
| ABDULLÁH II. Al-Mutavakkil (2x)                 | kalifa: 1377–1383, ld. alább                | Második uralkodása.                                    |
| UMAR III. al-Vászik                             | kalifa: 1383, †1386. november 13.           | II. al-Musztaszim fivére.                              |
| ZAKARIJJA II. al-Musztaszim (2x)                | kalifa: 1386, †1389                         | Második uralkodása.                                    |
| ABDALLÁH II. al-Mutavakkil (3x)                 | kalifa: 1389, †1406. január 9.              | Harmadik uralkodása.                                   |
| AL-ABBÁSZ II. al-Musztaín (*1391 k.)            | kalifa: 1406–1414, †1430 februárja/márciusa | II. al-Mutavakkil fia. 1412-ben Egyiptom szultánja is. |
| DÁVÚD III. al-Mutadid (*1380)                   | kalifa: 1414, †1441. július 23.             | II. al-Musztaín fivére.                                |
| SZULAJMÁN III. al-Musztakfi (*1388)             | kalifa: 1441, †1451. január 29.             | III. al-Mutadid fivére.                                |
| HAMZA II. al-Káim                               | kalifa: 1451–1455, †1458                    | 'III. al-Musztakfi fivére.'                            |
| JÚSZUF II. al-Musztandzsid (*1393?)             | kalifa: 1455–1479, †1483. február 22.       | II. al-Káim fivére.                                    |
| ABD AL-AZÍZ III. al-Mutavakkil (*1416)          | kalifa: 1479, †1497. szeptember 27.         | II. al-Musztaín fia.                                   |
| JAAKÚB Al-Musztamszik                           | kalifa: 1497–1508, ld. alább                | III. al-Mutavakkil fia.                                |
| MUHAMMAD IV. al-Mutavakkil                      | kalifa: 1508–1516, ld. alább                | Al-Musztamszik fia.                                    |
| JAAKÚB Al-Musztamszik (2x)                      | kalifa: 1516–1517, †1521                    | Második uralkodása.                                    |
| MUHAMMAD IV. al-Mutavakkil (2x)                 | kalifa: 1517-ben, †1543                     | Második uralkodása.                                    |